# Неджд и Хаса
Эмират Неджд и Хаса или Третье Саудовское государство — государство, существовавшее на Аравийском полуострове в первой четверти XX века.

## История
К 1890-м годам распалось Второе Саудовское государство, а большая часть его земель перешла под контроль эмирата Джебель-Шаммар.
В 1902 году потомок саудовских правителей Абдул-Азиз обратился к эмиру Кувейта за помощью в организации набега на Джебель-Шаммар. Так как эмир находился в конфликте с правившими в Джебель-Шаммаре Рашидидами, то он предоставил людей и оружие. В результате дерзкого рейда Абдул-Азиз с небольшим количеством людей смог захватить родовой город Саудидов — Эр-Рияд, и провозгласил себя новым эмиром саудовского государства.
Последующие годы до 1908, ознаменовались борьбой между Саудидами и Рашидидами, в результате которой под контроль Абдул-Азиза перешёл регион Эль-Касим и два маленьких эмирата, Бурайда и Унайза. В 1913 году, воспользовавшись слабостью османских сил в регионе, он захватил Эль-Хаса и Эль-Катиф.
Во время Первой мировой войны на контакт с Абдул-Азизом вышли англичане через своего агента Уильяма Шекспира, благодаря которому в 1915 году был подписан Даринский договор, в соответствии с которым Абдул-Азиз обязался не атаковать находящиеся под британской защитой государства на берегах Персидского залива, а взамен гарантировали ему протекторат Великобритании. В связи с тем, что старые враги Абдул-Азиза — Рашидиды — были верными союзниками Османской империи, Абдул-Азиз получил возможность воевать с ними на английские деньги.
Однако во время войны англичане вели переговоры не только с Абдул-Азизом, и после войны на арабских землях бывшей Османской империи возникло также королевство Хиджаз, правитель которого Хусейн ибн Али претендовал на объединение арабов под своим знаменем. В 1919 году он двинул свои войска в пограничные районы Неджда, но был разбит. Великобритания считала полезным умерить амбиции своего союзника Хусейна, но не допустила его разгрома.
В 1921 году Абдул-Азиз окончательно разгромил Джебель-Шаммар и присоединил его земли, провозгласив себя султаном Неджда.